# Разноцветен нереис
Разноцветните нереиси (Hediste diversicolor) са вид многочетинести червеи от семейство Nereididae, единствен представител на род Hediste.
Таксонът е описан за пръв път от Ото Фридрих Мюлер през 1776 година.